# 제3군 (이집트)

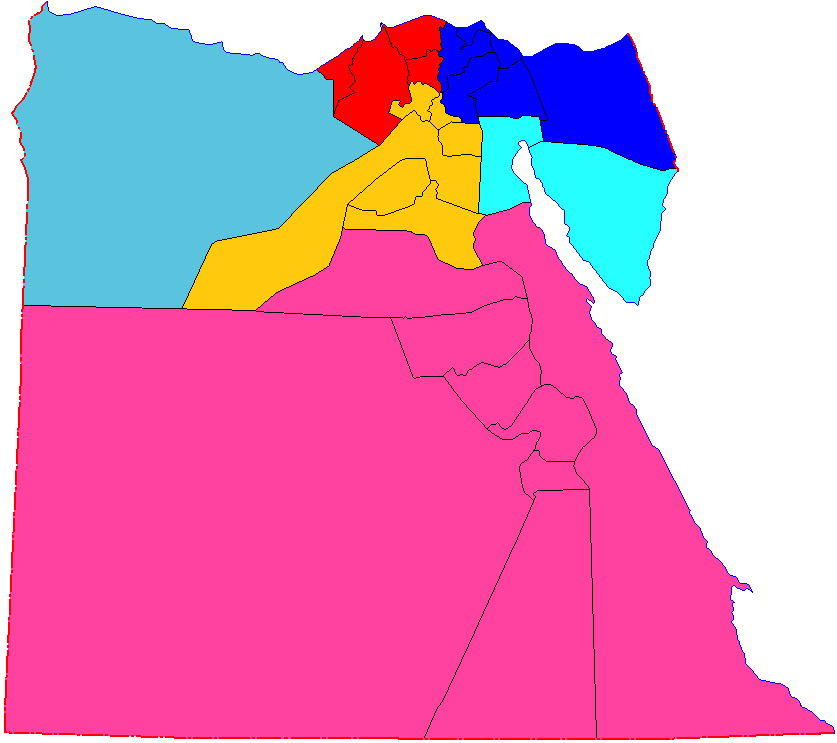
제3군의 관할지역은 하늘색이다.

제3군은 동부항만군구 산하에 있는 이집트 육군의 야전군이다. 수에즈주와 시나이반도 남부의 자누브시나주를 관할하고 있다.

## 같이 보기
- 제2군 (이집트)